# Dezadeash Lake
Der Dezadeash Lake ist ein 79,68 km² großer See, der sich 40 km südöstlich von Haines Junction im kanadischen Yukon-Territorium befindet. Der See befindet sich im Stammesgebiet der Champagne and Aishihik First Nations.

## Lage
Der Dezadeash Lake liegt am Ostrand der Kluane National Park and Reserve of Canada. Der Haines Highway (Yukon Highway 3) verläuft entlang dem westlichen Seeufer. Der Dezadesh Lake liegt auf einer Höhe von 690 m und hat eine Nord-Süd-Längsausdehnung von 19 km und eine maximale Breite von 7 km. Der See ist bis zu 7,4 m tief. Die mittlere Wassertiefe beträgt 4,1 m. Der Dezadeash Lake wird am nordöstlichen Seeufer vom Dezadeash River, einem Quellfluss des Alsek River, entwässert. 

## Seefauna
Im See wurden u. a. folgende Fischarten nachgewiesen: Amerikanischer Seesaibling, Heringsmaräne und Lavaret.

## Erholung
Kanutouren auf dem Dezadeash River beginnen üblicherweise am leicht zugänglichen Westufer des Dezadeash Lake. 
Ebenfalls am Westufer bei Kilometer 198 am Haines Highway befindet sich der Dezadeash Lake Campground mit 20 Stellplätzen.